# Flavacourt
 Flavacourt  es una población y comuna francesa, en la región de Picardía, departamento de Oise, en el distrito de Beauvais y cantón de Le Coudray-Saint-Germer.

## Demografía
| 439 | 393 | 368 | 435 | 572 | 699 |
| Para los censos de 1962 a 1999 la población legal corresponde a la población sin duplicidades (Fuente: INSEE [Consultar]) |     |     |     |     |     |